# Herman Dooyeweerd
Herman Dooyeweerd (Amsterdam, 7 ottobre 1894 – Amsterdam, 12 febbraio 1977) è stato un filosofo olandese.
Herman Dooyeweerd, giurista e filosofo neocalvinista olandese, è stato fondatore dell'approccio alla filosofia chiamato "la filosofia dell'idea cosmonomica" (De Wijsbegeerte der Wetsidee, spesso abbreviata in "WdW") o Filosofia riformata. Dooyeweerd è stato definito come: "Il filosofo più profondo, innovativo e penetrante dai tempi di Kant" (Giorgio Del Vecchio) e "Il filosofo più originale che l'Olanda abbia mai prodotto, persino considerando Spinoza" (G. E. Langemeyer).

## Biografia
Dopo aver frequentato la scuola elementare protestante Eben Haëzer ed il Liceo riformato comincia gli studi universitari. Anche se si interessava alla letteratura olandese, sceglie lo studio del diritto. Nel settembre 1912 si iscrive alla Università Libera Riformata di Amsterdam. Il 2 luglio 1917 diventa dottore in diritto con la tesi De Ministerraad in het nederlandse staatsrecht (il consiglio dei ministri nel diritto costituzionale olandese).
A partire dal 16 dicembre 1916 Dooyeweerd aveva accettato la nomina ad ispettore aggiunto delle imposte dirette ad Harlingen. Dopo un altro breve periodo nell'amministrazione del comune di Leyda, il 1º marzo 1919 accetta in posto al Ministero del lavoro a L'Aia.
Nel 1922 Dooyeweerd diventa primo direttore del Dr. Abraham Kuyper Stichting (Fondazione del dott. Abraham Kuyper), che doveva essere il centro studi del Partito Antirivoluzionario (partito politico di ispirazione calvinista) dei Paesi Bassi. Anche se aveva consacrato tutto il suo tempo libero a studiare la metodologia e la filosofia del diritto, si dedica ora completamente alla sua vocazione principale: lo sviluppo di una filosofia del diritto e dello stato come pure una filosofia sistematica generale nell'ottica calvinista. Nell'aprile del 1923 è tra i fondatori della Calvinistische Juristen Vereinigung (Associazione dei giuristi calvinisti) e diventa parte del suo comitato.
Il 19 settembre 1924 si sposa con Jantiena Wilhelmina Fernhout, dalla quale avrà nove figli.
Nel 1926 diventa professore alla Facoltà di diritto dell'Università Libera riformata. Nella sua prolusione, il 15 ottobre, delinea l'intrinseca antinomia che riscontra nel pensiero umanista, il conflitto insormontabile tra l'ideale della personalità libera ed autonoma e quello della scienza come strumento, considerato illimitato, per il dominio del mondo. A tale ottica contrappone l'idea fondamentale del Calvinismo che si riassume in due elementi fondamentali: la confessione della sovranità onnipotente di Dio e la sottomissione di tutte le creature ai suoi ordinamenti.
Durante l'anno accademico 1931-1932, Dooyeweerd è rettore dell'università e pronuncia, in occasione del ventesimo anniversario della sua fondazione (20/10/1931) un discorso celebrativo. Questo è pubblicato in forma ampliata col titolo: De crisis in de humanistische staatsleer in het licht eener Calvinistische kosmologie en kennisleer (La crisi nella teoria dello stato umanista alla luce di una cosmologia e di una teoria della conoscenza calviniste). Negli anni 1935-1936 Dooyeweerd pubblica la sua opera principale in tre grossi volumi. Nello stesso periodo è fondata la Associazione per una filosofia calvinista, con la rivista Philosophia Reformata come organo principale.
Durante la seconda guerra mondiale prepara, accanto ad altri studi, la sua seconda opera principale: Reformatie en Scholastiek (Riforma e scolastica). Il terzo volume avrebbe dovuto sviluppare il tema dell'antropologia che, a suo avviso, costituisce il problema più importante della riflessione filosofica. Mentre nella sua prima grande opera egli si era confrontato con l'umanesimo del Rinascimento, in questa avrebbe voluto confrontarsi con il pensiero greco e con quello scolastico medievale. Riesce però a pubblicare solo il primo volume (1949) con il sottotitolo Het Griekse voorspel (il preludio greco) che tratta prevalentemente della filosofia platonica. Il secondo volume rimane in forma di manoscritto ed il terzo è solo abbozzato. Dooyeweerd, però, pubblica una parte di questo materiale in Philosophia reformata.
Dooyeweerd ha anche partecipato attivamente alle discussioni relative all'avvenire sociale, culturale e politico del proprio paese nell'ambito del Sindacato degli Operai Cristiani (Christelijk Nationaal Vakverbond), del Partito Antirivoluzionario e con articoli nel settimanale Nieuw Nederland.
Una delle sue tesi principali è che la filosofia non ha alcun senso senza l'esperienza del quotidiano che egli chiama la "esperienza ingenua". La filosofia si occupa del mondo e di come esso debba essere. Il legame intrinseco della filosofia con la realtà di ogni giorno è, secondo Dooyeweerd, evidente anche a causa della necessità di rinnovare e riformare, attraverso la filosofia, l'attività scientifica in tutta la sua diversità e totalità e quindi le scienze che studiano i diversi aspetti e le strutture della realtà concreta.
Il 16 ottobre 1965 Doyeweerd conclude con un corso d'addio il suo insegnamento all'Università e continua a pubblicare anche dopo essere andato in pensione. Il suo ultimo articolo è del 1975. Muore il 12 febbraio 1977 nel suo studio dove aveva passato gli ultimi 40 anni della sua vita preparando lezioni universitarie, conferenze, libri ed articoli, dove riceveva studenti ed amici e dialogava con studiosi provenienti da varie nazioni.

## Opere e retaggio
La maggioranza degli articoli pubblicati dal Dooyeweerd e le sue opere in molti volumi appaiono originalmente solo in olandese. Per facilitarne la diffusione, durante il corso della sua vita, però, già si compiono sforzi per pubblicare le sue opere in lingua inglese a cura del Dooyeweerd Centre e, dal 1994 sono stati pubblicati in quest'ultima lingua la sua opera principale: De Wijsbegeerte der Wetsidee (1935-1936), riveduta ed ampliata come: A New Critique of Theoretical Thought (1953-1958). L'opera: Political Philosophy (2004) con introduzione di David Koyzis fornisce un'introduzione al pensiero del Dooyeweerd.
L'influenza del Dooyeweerd è continuata attraverso l'Associazione per la Filosofia Riformata (Association for Reformational Philosophy) e la sua rivista Philosophia Reformata, da lui fondata insieme a Dirk Vollenhoven, sono pure un cerzo numero di istituzioni nel mondo che traggono ispirazione dalla filosofia del Dooyeweerd.

## Una filosofia cristiana
Dooyeweerd concorda sul fatto che la filosofia sia un'attività legittima dell'essere umano attraverso la quale esso ricerca, chiarisce e trova il senso della complessità della realtà nella sua grande diversità, coerenza intrinseca e radicale unità. Per un cristiano, però, questa ricerca non può avvenire prescindendo dalla propria confessione di fede. Quanto gli è rivelato nelle Sacre Scritture e in Gesù Cristo non riguarda, infatti, soltanto una "dimensione religiosa" ma risponde ad una precisa e complessiva concezione del mondo e della vita. Essa riflette una visione del mondo rispondente a verità. Per questo, l'elaborazione di una filosofia sulla base dei principi della fede cristiana riformata d'origine calvinista, che egli professa come rispondenti a verità, diventa l'obiettivo principale di Dooyeweerd.
Nel far questo Dooyeweerd non intende portare avanti questa impresa come se potesse essere solo l'opera di una persona, la sua opera, ma il risultato di pensatori specializzati, animati dalla stessa fede, provenienti da diverse discipline. Un contributo sostanziale a quest'impresa gli viene prima di tutto da Dirk Vollenhoven (1892-1978) genero dello stesso Dooyeweerd e nominato alla cattedra di filosofia alla Facoltà di lettere dell'Università libera riformata di Amsterdam (anche lui dal 1926). Egli concentra la sua attenzione in particolare sulla storia della filosofia. La filosofia riformata che egli propone, perciò, è frutto di questa collaborazione, tanto che essi insieme ne sono considerati i "padri fondatori".
In seguito poi all'interesse suscitato nel 1935-1936 dall'opera di Dooyeweerd De Wijsbegeerte der Wetsidee ed alla pubblicazione di Dirk Vollenhoven Het Calvinisme en de Reformatie der Wijsbegeerte (Il Calvinismo e la riforma della filosofia), si forma così l'Associazione per la Filosofia riformata (Association for Reformational Philosophy), originalmente "Associazione per la Filosofia calvinista" (Association for Calvinistic Philosophy) con l'idea di creare una comunità di pensatori cristiani provenienti da ambienti diversi del mondo scientifico (matematici, fisici, biologi, psicologi, storici, linguisti, economisti, giuristi e teologi) che confessino la sovranità di Dio su tutta la realtà e la sottomissione di tutte le creature agli ordinamenti divini.
A questa impresa si interessano originalmente Joseph Bohatec, dell'Università di Vienna, Hendrik Stoker, dell'Università di Potchestroom (Sudafrica); Cornelius Van Til, della Facoltà teologica di Westminster, Filadelfia, USA; P. H. Marcel, fondatore di La Revue Réformée (Francia), Howard Runner, professore al Calvin College (USA). In Francia questa filosofia è stata sostenuta dalla Facoltà di Teologia Evangelica di Montpellier e dall'Università di Aix-en-Provence. La filosofia dell'idea cosmonomica viene oggi sostenuta e rielaborata in diversi paesi del mondo.

.

## Caratteristiche dell'idea cosmonomica
Dooyeweerd rileva come alla base di ogni concezione filosofica e scientifica vi sia sempre un motivo di carattere religioso, una "fede" preliminare, un presupposto di tipo religioso che la determina. Esso può essere idolatrico (e quindi fallace) quando assolutizza ciò che appartiene solo alla creazione (e quindi è relativo) oppure risponde alla realtà progettata, creata e sostenuta da Dio. Il motivo religioso che caratterizza la filosofia cristiana riformata risponde ai parametri biblici di creazione, caduta e redenzione. Esso non ha solo a che fare con la teologia, ma determina l'essere di ogni cosa.
Dooyeweerd, così, analizza a fondo i presupposti della filosofia e della scienza (le loro strutture fondamentali sono rivelate) e ne denuncia le incongruenze e l'insensatezza. Quando poi il messaggio biblico, applicato, riforma profondamente il pensiero, la concezione della realtà e l'esperienza scientifica, esso si rivela liberante. Gli idoli (concezioni inadeguate e fallaci della realtà) sono abbattuti e dalla futilità e contraddizioni di un mondo immaginato senza Dio si passa ad una concezione sensata e costruttiva.

### L'idea di legge
Fondamentale in Dooyeweerd è l'idea di legge. L'universo e tutto ciò che esso contiene è regolato da precise leggi stabilite da Dio. Esse inquadrano, determinano e dirigono ogni cosa. Ogni cosa è "oggetto" di tali leggi. Non c'è una realtà di fatti senza la legge, e non c'è legge senza fatti ad essa sottomessi. Queste leggi regolano ogni livello della realtà. 

### L'idea di modalità
Tutto ciò che esiste è da inquadrarsi in modalità dell'essere ("aspetti modali" o sfere di leggi) da collegare con l'essere umano come modi di esperienza, coscienza e conoscenza. Se ne contano quindici: numerico, spaziale, cinematico, fisico, organico (vitale), sensitivo, logico, storico, linguistico, estetico, giuridico, etico, e pistico (quello della fede). Tali aspetti sono per natura irriducibili gli uni agli altri e sono al tempo stesso universali e di coerenza indissolubile.

### L'idea di tempo
L'ordine delle modalità è per Dooyeweerd un ordine cosmico di natura temporale. Il tempo funziona come un prisma: la pienezza di senso si suddivide nei "colori" delle modalità e, a ritroso, i "colori" delle diverse modalità, insieme, costituiscono la pienezza del senso, di carattere sovratemporale. Le modalità sono rifrazioni temporali (nell'ambito del tempo) della realtà nella sua pienezza. Il tempo garantisce la coerenza fra le particolari modalità.

### L'idea delle strutture individuali
L'idea delle strutture individuali (individuality structures). Con la teoria delle strutture di individualità, Dooyeweerd mira ad un'analisi dalle strutture fondamentali d'entità (i fenomeni), i "dati dell'esperienza ingenua", i diversi tipi di "sostanze" (materiali, piante, animali, istituzioni sociali, prodotti dell'attività umana). Ogni entità possiede la sua individualità ed entità. Ogni entità ha una propria struttura fondamentale costante e stabile. Vi sono affinità fra le strutture nonostante le loro differenze. Vi sono leggi strutturali per gruppi d'unità omogenei che garantiscono e delimitano la libertà di queste entità e le trascendono. Le strutture sono intrinsecamente collegate fra di loro, sono interdipendenti in coerenza universale. La loro conformazione è complessa perché sono composte da diverse sottostrutture.

## Opere

### In lingua olandese
- De neo-mystiek van Frederik van Eeden (1915.)
- De crisis der humanistische staatsleer in het licht eener calvinistische kosmologie en kennistheorie, Amsterdam, (Ten Have, 1931.)
- De wijsbegeerte der wetsidee, 3 delen, (Amsterdam, H.J. Paris, 1935-1936.)
- Transcendental problems of philosophic thought. An inquiry into the transcendental conditions of philosophy, (Grand Rapids, Eerdmans, 1948.)
- Reformatie en scholastiek in de wijsbegeerte, deel I, (Franeker Wever, 1949.)
- A new critique of theoretical thought, 4 delen, (Amsterdam/Philadelphia/Parijs, Presbyterian and Reformed Publishing Company, 1953-1958.)
- In the twilight of western thought. Studies in the pretended autonomy of philosophical thought, (Philadelphia, Presbyterian and Reformed Publishing Company, 1960.)
- Verkenningen in de wijsbegeerte, de sociologie en de rechtsgeschiedenis, (Amsterdam, Buijten & Schipperheijn, 1960.)
- Vernieuwing en bezinning; om het reformatorisch grondmotief, (Zutphen, Van den Brink & Co, 1963.)

### In lingua inglese
- A New Critique of Theoretical Thought (Edwin Mellen Press, 1997) 
  - Volume I: The Necessary Presuppositions of Philosophy
  - Volume II: The General Theory of the Modal Spheres
  - Volume III: The Structure of Individuality of Temporal Reality
  - Volume IV: Index of Subject and Authors (compilato da H. de Jongste)
- Reformation and Scholasticism in Philosophy
  - Volume I: The Greek Prelude
- Encyclopedia of the Science of Law 
  - Volume 1: Introduction
- Christian Philosophy and the Meaning of History
- Essays in Legal, Social, and Political Philosophy
- Roots of Western Culture
- In The Twilight of Western Thought
- Political Philosophy
- Contours of a Christian Philosophy; An Introduction to Herman Dooyeweerd's Thought